# Giardino Wanda Osiris
Il giardino Wanda Osiris, precedentemente denominato giardino di Via Veglia, è un'area verde di Milano, sita nella zona settentrionale della città. Il giardino, progettato da Luigi Griso, fu aperto al pubblico nel 1991 e in seguito dedicato all'attrice Wanda Osiris; ha una superficie di 22 100 m².
Il parco comprende un'area per bambini con giochi per bambini e una giostra, campi da bocce, campi da calcetto ed un'area jogging.